# Canadian Premier League de 2020
A Temporada de 2020 da Canadian Premier League ou The Island Games foi a segunda temporada da Canadian Premier League, a primeira divisão do futebol canadense. Em resposta a pandemia de COVID-19, os jogos da temporada foram disputados com os portões fechados e todo o campeonato foi realizado na Universidade da Ilha do Príncipe Eduardo em Charlottetown, Canadá. A temporada encurtada começou no dia 13 de agosto e se encerrou no dia 19 de setembro com a final.
A temporada inicialmente iria começar em 11 de abril e iria terminar no dia 4 de outubro. Entretanto, em 13 de março de 2020, a CPL emitiu um comunicado anunciando medidas para reduzir a propagação da COVID-19 — entre elas, a suspensão imediata de todos os treinamentos da pré-temporada por um período de 14 dias. Em 20 de março de 2020, a CPL anunciou o adiamento do início da temporada, marcada para começar no dia 11 de abril, por tempo indeterminado. No dia 29 de julho, o novo formato do torneio e a sede foram anunciados. 
O Forge FC é o atual campeão da liga, tendo derrotado o Cavalry FC na final da temporada de 2019.

## Participantes
As sete equipes que participaram da edição inaugural da Canadian Premier League participaram da segunda temporada do torneio. Se juntou a eles a equipe do Atlético Ottawa, a primeira equipe de expansão do torneio. Ela foi criada depois que o Ottawa Fury, que disputava a USL Championship, suspendeu suas operações após não conseguir aprovação das três federações de futebol para disputar a USL Championship de 2020.
| Times                   | Cidade/Região                | Estádio                 | Capacidade              | Fundação                | Estreia                 | Técnico                 |
| Canadian Premier League | Canadian Premier League      | Canadian Premier League | Canadian Premier League | Canadian Premier League | Canadian Premier League | Canadian Premier League |
| ----------------------- | ---------------------------- | ----------------------- | ----------------------- | ----------------------- | ----------------------- | ----------------------- |
| Atlético Ottawa         | Ottawa, Ontário              | TD Place Stadium        | 24.000                  | 2020                    | 2020                    | Mista                   |
| Cavalry FC              | Calgary, Alberta             | ATCO Field              | 5.288                   | 2018                    | 2019                    | Tommy Wheeldon Jr.      |
| FC Edmonton             | Edmonton, Alberta            | Clarke Stadium          | 5.100                   | 2010                    | 2019                    | Jeff Paulus             |
| Forge FC                | Hamilton, Ontário            | Tim Hortons Field       | 23.218                  | 2017                    | 2019                    | Bobby Smyrniotis        |
| HFX Wanderers           | Halifax, Nova Escócia        | Wanderers Grounds       | 6.500                   | 2018                    | 2019                    | Stephen Hart            |
| Pacific FC              | Langford, Colúmbia Britânica | Westhills Stadium       | 6.000                   | 2018                    | 2019                    | Pa-Modou Kah            |
| Valour FC               | Winnipeg, Manitoba           | Investors Group Field   | 30.000                  | 2017                    | 2019                    | Rob Gale                |
| York9                   | Toronto, Ontário             | Estádio York Lions      | 8.000                   | 2018                    | 2019                    | Jimmy Brennan           |

## Estádios
| Atlético Ottawa | Cavalry FC | FC Edmonton | Forge FC | | | | |
| TD Place Stadium | ATCO Field | Clarke Stadium | Tim Hortons Field | | | | |
| Capacidade: 24 000 | Capacidade: 5 288 | Capacidade: 5 100 | Capacidade: 23 218 | | | | |
| | | | | | | | |
| HFX Wanderers | \| Atlético Ottawa Cavalry FC FC Edmonton Forge FC HFX Wanderers Pacific FC Valour FC York9Localização das equipes participantes da Canadian Premier League de 2020. \| | \| Atlético Ottawa Cavalry FC FC Edmonton Forge FC HFX Wanderers Pacific FC Valour FC York9Localização das equipes participantes da Canadian Premier League de 2020. \| | \| Atlético Ottawa Cavalry FC FC Edmonton Forge FC HFX Wanderers Pacific FC Valour FC York9Localização das equipes participantes da Canadian Premier League de 2020. \| | \| Atlético Ottawa Cavalry FC FC Edmonton Forge FC HFX Wanderers Pacific FC Valour FC York9Localização das equipes participantes da Canadian Premier League de 2020. \| | \| Atlético Ottawa Cavalry FC FC Edmonton Forge FC HFX Wanderers Pacific FC Valour FC York9Localização das equipes participantes da Canadian Premier League de 2020. \| | \| Atlético Ottawa Cavalry FC FC Edmonton Forge FC HFX Wanderers Pacific FC Valour FC York9Localização das equipes participantes da Canadian Premier League de 2020. \| | \| Atlético Ottawa Cavalry FC FC Edmonton Forge FC HFX Wanderers Pacific FC Valour FC York9Localização das equipes participantes da Canadian Premier League de 2020. \| |
| Wanderers Grounds | \| Atlético Ottawa Cavalry FC FC Edmonton Forge FC HFX Wanderers Pacific FC Valour FC York9Localização das equipes participantes da Canadian Premier League de 2020. \| | \| Atlético Ottawa Cavalry FC FC Edmonton Forge FC HFX Wanderers Pacific FC Valour FC York9Localização das equipes participantes da Canadian Premier League de 2020. \| | \| Atlético Ottawa Cavalry FC FC Edmonton Forge FC HFX Wanderers Pacific FC Valour FC York9Localização das equipes participantes da Canadian Premier League de 2020. \| | \| Atlético Ottawa Cavalry FC FC Edmonton Forge FC HFX Wanderers Pacific FC Valour FC York9Localização das equipes participantes da Canadian Premier League de 2020. \| | \| Atlético Ottawa Cavalry FC FC Edmonton Forge FC HFX Wanderers Pacific FC Valour FC York9Localização das equipes participantes da Canadian Premier League de 2020. \| | \| Atlético Ottawa Cavalry FC FC Edmonton Forge FC HFX Wanderers Pacific FC Valour FC York9Localização das equipes participantes da Canadian Premier League de 2020. \| | \| Atlético Ottawa Cavalry FC FC Edmonton Forge FC HFX Wanderers Pacific FC Valour FC York9Localização das equipes participantes da Canadian Premier League de 2020. \| |
| Capacidade: 6 500 | \| Atlético Ottawa Cavalry FC FC Edmonton Forge FC HFX Wanderers Pacific FC Valour FC York9Localização das equipes participantes da Canadian Premier League de 2020. \| | \| Atlético Ottawa Cavalry FC FC Edmonton Forge FC HFX Wanderers Pacific FC Valour FC York9Localização das equipes participantes da Canadian Premier League de 2020. \| | \| Atlético Ottawa Cavalry FC FC Edmonton Forge FC HFX Wanderers Pacific FC Valour FC York9Localização das equipes participantes da Canadian Premier League de 2020. \| | \| Atlético Ottawa Cavalry FC FC Edmonton Forge FC HFX Wanderers Pacific FC Valour FC York9Localização das equipes participantes da Canadian Premier League de 2020. \| | \| Atlético Ottawa Cavalry FC FC Edmonton Forge FC HFX Wanderers Pacific FC Valour FC York9Localização das equipes participantes da Canadian Premier League de 2020. \| | \| Atlético Ottawa Cavalry FC FC Edmonton Forge FC HFX Wanderers Pacific FC Valour FC York9Localização das equipes participantes da Canadian Premier League de 2020. \| | \| Atlético Ottawa Cavalry FC FC Edmonton Forge FC HFX Wanderers Pacific FC Valour FC York9Localização das equipes participantes da Canadian Premier League de 2020. \| |
| | \| Atlético Ottawa Cavalry FC FC Edmonton Forge FC HFX Wanderers Pacific FC Valour FC York9Localização das equipes participantes da Canadian Premier League de 2020. \| | \| Atlético Ottawa Cavalry FC FC Edmonton Forge FC HFX Wanderers Pacific FC Valour FC York9Localização das equipes participantes da Canadian Premier League de 2020. \| | \| Atlético Ottawa Cavalry FC FC Edmonton Forge FC HFX Wanderers Pacific FC Valour FC York9Localização das equipes participantes da Canadian Premier League de 2020. \| | \| Atlético Ottawa Cavalry FC FC Edmonton Forge FC HFX Wanderers Pacific FC Valour FC York9Localização das equipes participantes da Canadian Premier League de 2020. \| | \| Atlético Ottawa Cavalry FC FC Edmonton Forge FC HFX Wanderers Pacific FC Valour FC York9Localização das equipes participantes da Canadian Premier League de 2020. \| | \| Atlético Ottawa Cavalry FC FC Edmonton Forge FC HFX Wanderers Pacific FC Valour FC York9Localização das equipes participantes da Canadian Premier League de 2020. \| | \| Atlético Ottawa Cavalry FC FC Edmonton Forge FC HFX Wanderers Pacific FC Valour FC York9Localização das equipes participantes da Canadian Premier League de 2020. \| |
| Pacific FC | \| Atlético Ottawa Cavalry FC FC Edmonton Forge FC HFX Wanderers Pacific FC Valour FC York9Localização das equipes participantes da Canadian Premier League de 2020. \| | \| Atlético Ottawa Cavalry FC FC Edmonton Forge FC HFX Wanderers Pacific FC Valour FC York9Localização das equipes participantes da Canadian Premier League de 2020. \| | \| Atlético Ottawa Cavalry FC FC Edmonton Forge FC HFX Wanderers Pacific FC Valour FC York9Localização das equipes participantes da Canadian Premier League de 2020. \| | \| Atlético Ottawa Cavalry FC FC Edmonton Forge FC HFX Wanderers Pacific FC Valour FC York9Localização das equipes participantes da Canadian Premier League de 2020. \| | \| Atlético Ottawa Cavalry FC FC Edmonton Forge FC HFX Wanderers Pacific FC Valour FC York9Localização das equipes participantes da Canadian Premier League de 2020. \| | \| Atlético Ottawa Cavalry FC FC Edmonton Forge FC HFX Wanderers Pacific FC Valour FC York9Localização das equipes participantes da Canadian Premier League de 2020. \| | \| Atlético Ottawa Cavalry FC FC Edmonton Forge FC HFX Wanderers Pacific FC Valour FC York9Localização das equipes participantes da Canadian Premier League de 2020. \| |
| Westhills Stadium | \| Atlético Ottawa Cavalry FC FC Edmonton Forge FC HFX Wanderers Pacific FC Valour FC York9Localização das equipes participantes da Canadian Premier League de 2020. \| | \| Atlético Ottawa Cavalry FC FC Edmonton Forge FC HFX Wanderers Pacific FC Valour FC York9Localização das equipes participantes da Canadian Premier League de 2020. \| | \| Atlético Ottawa Cavalry FC FC Edmonton Forge FC HFX Wanderers Pacific FC Valour FC York9Localização das equipes participantes da Canadian Premier League de 2020. \| | \| Atlético Ottawa Cavalry FC FC Edmonton Forge FC HFX Wanderers Pacific FC Valour FC York9Localização das equipes participantes da Canadian Premier League de 2020. \| | \| Atlético Ottawa Cavalry FC FC Edmonton Forge FC HFX Wanderers Pacific FC Valour FC York9Localização das equipes participantes da Canadian Premier League de 2020. \| | \| Atlético Ottawa Cavalry FC FC Edmonton Forge FC HFX Wanderers Pacific FC Valour FC York9Localização das equipes participantes da Canadian Premier League de 2020. \| | \| Atlético Ottawa Cavalry FC FC Edmonton Forge FC HFX Wanderers Pacific FC Valour FC York9Localização das equipes participantes da Canadian Premier League de 2020. \| |
| Capacidade: 6 000 | \| Atlético Ottawa Cavalry FC FC Edmonton Forge FC HFX Wanderers Pacific FC Valour FC York9Localização das equipes participantes da Canadian Premier League de 2020. \| | \| Atlético Ottawa Cavalry FC FC Edmonton Forge FC HFX Wanderers Pacific FC Valour FC York9Localização das equipes participantes da Canadian Premier League de 2020. \| | \| Atlético Ottawa Cavalry FC FC Edmonton Forge FC HFX Wanderers Pacific FC Valour FC York9Localização das equipes participantes da Canadian Premier League de 2020. \| | \| Atlético Ottawa Cavalry FC FC Edmonton Forge FC HFX Wanderers Pacific FC Valour FC York9Localização das equipes participantes da Canadian Premier League de 2020. \| | \| Atlético Ottawa Cavalry FC FC Edmonton Forge FC HFX Wanderers Pacific FC Valour FC York9Localização das equipes participantes da Canadian Premier League de 2020. \| | \| Atlético Ottawa Cavalry FC FC Edmonton Forge FC HFX Wanderers Pacific FC Valour FC York9Localização das equipes participantes da Canadian Premier League de 2020. \| | \| Atlético Ottawa Cavalry FC FC Edmonton Forge FC HFX Wanderers Pacific FC Valour FC York9Localização das equipes participantes da Canadian Premier League de 2020. \| |
| | \| Atlético Ottawa Cavalry FC FC Edmonton Forge FC HFX Wanderers Pacific FC Valour FC York9Localização das equipes participantes da Canadian Premier League de 2020. \| | \| Atlético Ottawa Cavalry FC FC Edmonton Forge FC HFX Wanderers Pacific FC Valour FC York9Localização das equipes participantes da Canadian Premier League de 2020. \| | \| Atlético Ottawa Cavalry FC FC Edmonton Forge FC HFX Wanderers Pacific FC Valour FC York9Localização das equipes participantes da Canadian Premier League de 2020. \| | \| Atlético Ottawa Cavalry FC FC Edmonton Forge FC HFX Wanderers Pacific FC Valour FC York9Localização das equipes participantes da Canadian Premier League de 2020. \| | \| Atlético Ottawa Cavalry FC FC Edmonton Forge FC HFX Wanderers Pacific FC Valour FC York9Localização das equipes participantes da Canadian Premier League de 2020. \| | \| Atlético Ottawa Cavalry FC FC Edmonton Forge FC HFX Wanderers Pacific FC Valour FC York9Localização das equipes participantes da Canadian Premier League de 2020. \| | \| Atlético Ottawa Cavalry FC FC Edmonton Forge FC HFX Wanderers Pacific FC Valour FC York9Localização das equipes participantes da Canadian Premier League de 2020. \| |
| Valour FC | \| Atlético Ottawa Cavalry FC FC Edmonton Forge FC HFX Wanderers Pacific FC Valour FC York9Localização das equipes participantes da Canadian Premier League de 2020. \| | \| Atlético Ottawa Cavalry FC FC Edmonton Forge FC HFX Wanderers Pacific FC Valour FC York9Localização das equipes participantes da Canadian Premier League de 2020. \| | \| Atlético Ottawa Cavalry FC FC Edmonton Forge FC HFX Wanderers Pacific FC Valour FC York9Localização das equipes participantes da Canadian Premier League de 2020. \| | \| Atlético Ottawa Cavalry FC FC Edmonton Forge FC HFX Wanderers Pacific FC Valour FC York9Localização das equipes participantes da Canadian Premier League de 2020. \| | \| Atlético Ottawa Cavalry FC FC Edmonton Forge FC HFX Wanderers Pacific FC Valour FC York9Localização das equipes participantes da Canadian Premier League de 2020. \| | \| Atlético Ottawa Cavalry FC FC Edmonton Forge FC HFX Wanderers Pacific FC Valour FC York9Localização das equipes participantes da Canadian Premier League de 2020. \| | \| Atlético Ottawa Cavalry FC FC Edmonton Forge FC HFX Wanderers Pacific FC Valour FC York9Localização das equipes participantes da Canadian Premier League de 2020. \| |
| IG Field | \| Atlético Ottawa Cavalry FC FC Edmonton Forge FC HFX Wanderers Pacific FC Valour FC York9Localização das equipes participantes da Canadian Premier League de 2020. \| | \| Atlético Ottawa Cavalry FC FC Edmonton Forge FC HFX Wanderers Pacific FC Valour FC York9Localização das equipes participantes da Canadian Premier League de 2020. \| | \| Atlético Ottawa Cavalry FC FC Edmonton Forge FC HFX Wanderers Pacific FC Valour FC York9Localização das equipes participantes da Canadian Premier League de 2020. \| | \| Atlético Ottawa Cavalry FC FC Edmonton Forge FC HFX Wanderers Pacific FC Valour FC York9Localização das equipes participantes da Canadian Premier League de 2020. \| | \| Atlético Ottawa Cavalry FC FC Edmonton Forge FC HFX Wanderers Pacific FC Valour FC York9Localização das equipes participantes da Canadian Premier League de 2020. \| | \| Atlético Ottawa Cavalry FC FC Edmonton Forge FC HFX Wanderers Pacific FC Valour FC York9Localização das equipes participantes da Canadian Premier League de 2020. \| | \| Atlético Ottawa Cavalry FC FC Edmonton Forge FC HFX Wanderers Pacific FC Valour FC York9Localização das equipes participantes da Canadian Premier League de 2020. \| |
| Capacidade: 30 000 | \| Atlético Ottawa Cavalry FC FC Edmonton Forge FC HFX Wanderers Pacific FC Valour FC York9Localização das equipes participantes da Canadian Premier League de 2020. \| | \| Atlético Ottawa Cavalry FC FC Edmonton Forge FC HFX Wanderers Pacific FC Valour FC York9Localização das equipes participantes da Canadian Premier League de 2020. \| | \| Atlético Ottawa Cavalry FC FC Edmonton Forge FC HFX Wanderers Pacific FC Valour FC York9Localização das equipes participantes da Canadian Premier League de 2020. \| | \| Atlético Ottawa Cavalry FC FC Edmonton Forge FC HFX Wanderers Pacific FC Valour FC York9Localização das equipes participantes da Canadian Premier League de 2020. \| | \| Atlético Ottawa Cavalry FC FC Edmonton Forge FC HFX Wanderers Pacific FC Valour FC York9Localização das equipes participantes da Canadian Premier League de 2020. \| | \| Atlético Ottawa Cavalry FC FC Edmonton Forge FC HFX Wanderers Pacific FC Valour FC York9Localização das equipes participantes da Canadian Premier League de 2020. \| | \| Atlético Ottawa Cavalry FC FC Edmonton Forge FC HFX Wanderers Pacific FC Valour FC York9Localização das equipes participantes da Canadian Premier League de 2020. \| |
| | \| Atlético Ottawa Cavalry FC FC Edmonton Forge FC HFX Wanderers Pacific FC Valour FC York9Localização das equipes participantes da Canadian Premier League de 2020. \| | \| Atlético Ottawa Cavalry FC FC Edmonton Forge FC HFX Wanderers Pacific FC Valour FC York9Localização das equipes participantes da Canadian Premier League de 2020. \| | \| Atlético Ottawa Cavalry FC FC Edmonton Forge FC HFX Wanderers Pacific FC Valour FC York9Localização das equipes participantes da Canadian Premier League de 2020. \| | \| Atlético Ottawa Cavalry FC FC Edmonton Forge FC HFX Wanderers Pacific FC Valour FC York9Localização das equipes participantes da Canadian Premier League de 2020. \| | \| Atlético Ottawa Cavalry FC FC Edmonton Forge FC HFX Wanderers Pacific FC Valour FC York9Localização das equipes participantes da Canadian Premier League de 2020. \| | \| Atlético Ottawa Cavalry FC FC Edmonton Forge FC HFX Wanderers Pacific FC Valour FC York9Localização das equipes participantes da Canadian Premier League de 2020. \| | \| Atlético Ottawa Cavalry FC FC Edmonton Forge FC HFX Wanderers Pacific FC Valour FC York9Localização das equipes participantes da Canadian Premier League de 2020. \| |
| York9 | \| Atlético Ottawa Cavalry FC FC Edmonton Forge FC HFX Wanderers Pacific FC Valour FC York9Localização das equipes participantes da Canadian Premier League de 2020. \| | \| Atlético Ottawa Cavalry FC FC Edmonton Forge FC HFX Wanderers Pacific FC Valour FC York9Localização das equipes participantes da Canadian Premier League de 2020. \| | \| Atlético Ottawa Cavalry FC FC Edmonton Forge FC HFX Wanderers Pacific FC Valour FC York9Localização das equipes participantes da Canadian Premier League de 2020. \| | \| Atlético Ottawa Cavalry FC FC Edmonton Forge FC HFX Wanderers Pacific FC Valour FC York9Localização das equipes participantes da Canadian Premier League de 2020. \| | \| Atlético Ottawa Cavalry FC FC Edmonton Forge FC HFX Wanderers Pacific FC Valour FC York9Localização das equipes participantes da Canadian Premier League de 2020. \| | \| Atlético Ottawa Cavalry FC FC Edmonton Forge FC HFX Wanderers Pacific FC Valour FC York9Localização das equipes participantes da Canadian Premier League de 2020. \| | \| Atlético Ottawa Cavalry FC FC Edmonton Forge FC HFX Wanderers Pacific FC Valour FC York9Localização das equipes participantes da Canadian Premier League de 2020. \| |
| York Lions | \| Atlético Ottawa Cavalry FC FC Edmonton Forge FC HFX Wanderers Pacific FC Valour FC York9Localização das equipes participantes da Canadian Premier League de 2020. \| | \| Atlético Ottawa Cavalry FC FC Edmonton Forge FC HFX Wanderers Pacific FC Valour FC York9Localização das equipes participantes da Canadian Premier League de 2020. \| | \| Atlético Ottawa Cavalry FC FC Edmonton Forge FC HFX Wanderers Pacific FC Valour FC York9Localização das equipes participantes da Canadian Premier League de 2020. \| | \| Atlético Ottawa Cavalry FC FC Edmonton Forge FC HFX Wanderers Pacific FC Valour FC York9Localização das equipes participantes da Canadian Premier League de 2020. \| | \| Atlético Ottawa Cavalry FC FC Edmonton Forge FC HFX Wanderers Pacific FC Valour FC York9Localização das equipes participantes da Canadian Premier League de 2020. \| | \| Atlético Ottawa Cavalry FC FC Edmonton Forge FC HFX Wanderers Pacific FC Valour FC York9Localização das equipes participantes da Canadian Premier League de 2020. \| | \| Atlético Ottawa Cavalry FC FC Edmonton Forge FC HFX Wanderers Pacific FC Valour FC York9Localização das equipes participantes da Canadian Premier League de 2020. \| |
| Capacidade: 8 000 | \| Atlético Ottawa Cavalry FC FC Edmonton Forge FC HFX Wanderers Pacific FC Valour FC York9Localização das equipes participantes da Canadian Premier League de 2020. \| | \| Atlético Ottawa Cavalry FC FC Edmonton Forge FC HFX Wanderers Pacific FC Valour FC York9Localização das equipes participantes da Canadian Premier League de 2020. \| | \| Atlético Ottawa Cavalry FC FC Edmonton Forge FC HFX Wanderers Pacific FC Valour FC York9Localização das equipes participantes da Canadian Premier League de 2020. \| | \| Atlético Ottawa Cavalry FC FC Edmonton Forge FC HFX Wanderers Pacific FC Valour FC York9Localização das equipes participantes da Canadian Premier League de 2020. \| | \| Atlético Ottawa Cavalry FC FC Edmonton Forge FC HFX Wanderers Pacific FC Valour FC York9Localização das equipes participantes da Canadian Premier League de 2020. \| | \| Atlético Ottawa Cavalry FC FC Edmonton Forge FC HFX Wanderers Pacific FC Valour FC York9Localização das equipes participantes da Canadian Premier League de 2020. \| | \| Atlético Ottawa Cavalry FC FC Edmonton Forge FC HFX Wanderers Pacific FC Valour FC York9Localização das equipes participantes da Canadian Premier League de 2020. \| |
| | \| Atlético Ottawa Cavalry FC FC Edmonton Forge FC HFX Wanderers Pacific FC Valour FC York9Localização das equipes participantes da Canadian Premier League de 2020. \| | \| Atlético Ottawa Cavalry FC FC Edmonton Forge FC HFX Wanderers Pacific FC Valour FC York9Localização das equipes participantes da Canadian Premier League de 2020. \| | \| Atlético Ottawa Cavalry FC FC Edmonton Forge FC HFX Wanderers Pacific FC Valour FC York9Localização das equipes participantes da Canadian Premier League de 2020. \| | \| Atlético Ottawa Cavalry FC FC Edmonton Forge FC HFX Wanderers Pacific FC Valour FC York9Localização das equipes participantes da Canadian Premier League de 2020. \| | \| Atlético Ottawa Cavalry FC FC Edmonton Forge FC HFX Wanderers Pacific FC Valour FC York9Localização das equipes participantes da Canadian Premier League de 2020. \| | \| Atlético Ottawa Cavalry FC FC Edmonton Forge FC HFX Wanderers Pacific FC Valour FC York9Localização das equipes participantes da Canadian Premier League de 2020. \| | \| Atlético Ottawa Cavalry FC FC Edmonton Forge FC HFX Wanderers Pacific FC Valour FC York9Localização das equipes participantes da Canadian Premier League de 2020. \| |
| Atlético Ottawa Cavalry FC FC Edmonton Forge FC HFX Wanderers Pacific FC Valour FC York9Localização das equipes participantes da Canadian Premier League de 2020. | | | | | | | |

### Pessoal e patrocínio
| Equipe          | Treinador principal | Capitão                      | Patrocinador de camisas | Equipamentos |
| --------------- | ------------------- | ---------------------------- | ----------------------- | ------------ |
| Atlético Ottawa | Mista               | Ben Fisk                     | OneSoccer               | Macron       |
| Cavalry FC      | Tommy Wheeldon Jr.  | Nik Ledgerwood               | WestJet                 | Macron       |
| FC Edmonton     | Jeff Paulus         | Tomi Ameobi                  | OneSoccer               | Macron       |
| Forge FC        | Bobby Smyrniotis    | Kyle Bekker                  | Tim Hortons             | Macron       |
| HFX Wanderers   | Stephen Hart        |                              | Volkswagen              | Macron       |
| Pacific FC      | Pa-Modou Kah        |                              | Volkswagen              | Macron       |
| Valour FC       | Rob Gale            | Dylan Carreiro Daryl Fordyce | OneSoccer               | Macron       |
| York9           | Jimmy Brennan       | Manny Aparicio               | Macron                  | Macron       |

## Formato
Na primeira fase, cada equipe se enfrentou uma vez, resultando em 28 partidas. Ao fim dela, os quatro melhores colocados avançaram para a fase de grupos, onde novamente se enfrentaram uma vez cada, totalizando mais seis partidas. Por fim, os dois melhores colocados avançaram para a final, que foi disputada em jogo único, e disputaram o título do torneio e uma vaga na Liga da CONCACAF de 2021.

## Primeira Fase
O formato de separação da temporada em temporada de primavera e de outono, utilizado na temporada inaugural, foi substituído em 2020 por um formato com uma competição única de pontos corridos. Cada uma das oito equipes enfrentou as demais uma única vez.

### Tabela
A primeira partida foi disputada em 13 de agosto de 2020. Fonte: CanPL.ca
Regras para classificação: 1) pontos; 2) vitórias; 3) saldo de gols; 4) gols marcados; 5) minutos jogados por jogadores sub-21; 6) moeda ou sorteio.

### Resultados
|                 | OTT | CAV | FCE | FOR | HFX | PAC | VAL | YOR |
| --------------- | --- | --- | --- | --- | --- | --- | --- | --- |
| Atlético Ottawa | —   | –   | –   | –   | –   | –   | –   | –   |
| Cavalry FC      | 0–2 | —   | –   | –   | –   | –   | –   | –   |
| FC Edmonton     | 2–2 | 0–2 | —   | –   | –   | –   | –   | –   |
| Forge FC        | 2–0 | 2–2 | 2–0 | —   | –   | –   | –   | –   |
| HFX Wanderers   | 2–0 | 1–2 | 3–1 | 1–1 | —   | –   | –   | –   |
| Pacific FC      | 0–0 | 2–1 | 2–1 | 1–2 | 2–2 | —   | –   | –   |
| Valour FC       | 4–0 | 0–2 | 2–1 | 2–2 | 0–2 | 0–2 | —   | –   |
| York9           | 2–2 | 0–1 | 1–0 | 3–2 | 1–1 | 1–1 | 0–0 | —   |

### Rodadas na liderança e Lanterna
| Liderança | Liderança  | Liderança   | Liderança   | Liderança   | Liderança   | Liderança   | Liderança   |
| --------- | ---------- | ----------- | ----------- | ----------- | ----------- | ----------- | ----------- |
| 1         | 2          | 3           | 4           | 5           | 6           | 7           | 8           |
| OTT       | CAVALRY FC | CAVALRY FC  | CAVALRY FC  | CAVALRY FC  | FORGE FC    | FORGE FC    | CAV         |
| Lanterna  |            |             |             |             |             |             |             |
| 1         | 2          | 3           | 4           | 5           | 6           | 7           | 8           |
| YOR       | VAL        | FC EDMONTON | FC EDMONTON | FC EDMONTON | FC EDMONTON | FC EDMONTON | FC EDMONTON |

### Jogos da Primeira Fase
| Quinta-feira, 13 de agosto de 2020 | Forge FC                            | 2 – 2     | Cavalry FC                               | Charlottetown, Ilha do Príncipe Eduardo |  |
| 21:00 (UTC−3)                      | Anthony Novak 26' · Kyle Bekker 71' | Relatório | 11' Dominick Zator · 90+4' Nathan Mavila | Estádio: UPEI Artificial Turf Field     |  |

| Sábado, 15 de agosto de 2020 | York9                                    | 2 – 2     | Atlético Ottawa                          | Charlottetown, Ilha do Príncipe Eduardo |  |
| 13:00 (UTC−3)                | Lowell Wright 60' · Joseph Di Chiara 62' | Relatório | 45+3' Mohamed Kouroum · 47' Malcolm Shaw | Estádio: UPEI Artificial Turf Field     |  |

| Sábado, 15 de agosto de 2020 | HFX Wanderers                         | 2 – 2     | Pacific FC                              | Charlottetown, Ilha do Príncipe Eduardo |  |
| 16:00 (UTC−3)                | João Morelli 12' · Ibrahima Sanoh 86' | Relatório | 68' Zachary Verhoven · 75' Marco Bustos | Estádio: UPEI Artificial Turf Field     |  |

| Domingo, 16 de agosto de 2020 | Valour FC | 0 – 2     | Cavalry FC                            | Charlottetown, Ilha do Príncipe Eduardo |  |
| 13:00 (UTC−3)                 |           | Relatório | 29' Marcus Haber · 33' Sergio Camargo | Estádio: UPEI Artificial Turf Field     |  |

| Domingo, 16 de agosto de 2020 | Forge FC                             | 2 – 0     | FC Edmonton | Charlottetown, Ilha do Príncipe Eduardo |  |
| 16:00 (UTC−3)                 | Kwame Awuah 11' · Kareem Moses 90+2' | Relatório |             | Estádio: UPEI Artificial Turf Field     |  |

| Terça-feira, 18 de agosto de 2020 | Pacific FC              | 1 – 1     | York9             | Charlottetown, Ilha do Príncipe Eduardo |  |
| 21:00 (UTC−3)                     | Lukas MacNaughton 90+2' | Relatório | 70' Álvaro Rivero | Estádio: UPEI Artificial Turf Field     |  |

| Quarta-feira, 19 de agosto de 2020 | Atlético Ottawa | 0 – 4     | Valour FC                                                                         | Charlottetown, Ilha do Príncipe Eduardo |  |
| 14:00 (UTC−3)                      |                 | Relatório | 65' Fraser Aird · 78' Andrew Baptiste · 90' Antonio Pedrosa · 90+1' Nathan Mavila | Estádio: UPEI Artificial Turf Field     |  |

| Quarta-feira, 19 de agosto de 2020 | HFX Wanderers    | 1 – 1     | Forge FC        | Charlottetown, Ilha do Príncipe Eduardo |  |
| 21:00 (UTC−3)                      | Akeem Garcia 47' | Relatório | 16' Paolo Sabak | Estádio: UPEI Artificial Turf Field     |  |

| Quinta-feira, 20 de agosto de 2020 | FC Edmonton | 0 – 2     | Cavalry FC                            | Charlottetown, Ilha do Príncipe Eduardo |  |
| 21:00 (UTC−3)                      |             | Relatório | 44' Jordan Brown · 90+5' Jordan Brown | Estádio: UPEI Artificial Turf Field     |  |

| Sábado, 22 de agosto de 2020 | York9 | 0 – 0     | Valour FC | Charlottetown, Ilha do Príncipe Eduardo |  |
| 14:00 (UTC−3)                |       | Relatório |           | Estádio: UPEI Artificial Turf Field     |  |

| Sábado, 22 de agosto de 2020 | Forge FC                                  | 2 – 1     | Pacific FC      | Charlottetown, Ilha do Príncipe Eduardo |  |
| 17:00 (UTC−3)                | Christopher Nanco 18' · Kyle Bekker 90+7' | Relatório | 26' Jamar Dixon | Estádio: UPEI Artificial Turf Field     |  |

| Domingo, 23 de agosto de 2020 | Atlético Ottawa                    | 2 – 2     | FC Edmonton                            | Charlottetown, Ilha do Príncipe Eduardo |  |
| 14:00 (UTC−3)                 | Javier Acuña 1' · Javier Acuña 15' | Relatório | 88' Keven Steven · 90+1' Easton Ongaro | Estádio: UPEI Artificial Turf Field     |  |

| Domingo, 23 de agosto de 2020 | Cavalry FC                           | 2 – 1     | HFX Wanderers      | Charlottetown, Ilha do Príncipe Eduardo |  |
| 21:00 (UTC−3)                 | Nathan Mavila 29' · Jordan Brown 90' | Relatório | 90+3' Akeem Garcia | Estádio: UPEI Artificial Turf Field     |  |

| Terça-feira, 25 de agosto de 2020 | Pacific FC                            | 2 – 0     | Valour FC | Charlottetown, Ilha do Príncipe Eduardo |  |
| 21:00 (UTC−3)                     | Alejandro Díaz 4' · Victor Blasco 83' | Relatório |           | Estádio: UPEI Artificial Turf Field     |  |

| Quarta-feira, 26 de agosto de 2020 | York9                                                         | 3 – 2     | Forge FC                                        | Charlottetown, Ilha do Príncipe Eduardo |  |
| 14:00 (UTC−3)                      | Kyle Porter 27' · Joseph Di Chiara 34' · Joseph Di Chiara 60' | Relatório | 49' Christopher Nanco · 52' Alexander Achinioti | Estádio: UPEI Artificial Turf Field     |  |

| Quarta-feira, 26 de agosto de 2020 | FC Edmonton       | 1 – 3     | HFX Wanderers                                          | Charlottetown, Ilha do Príncipe Eduardo |  |
| 21:00 (UTC−3)                      | Marcus Velado 87' | Relatório | 35' Akeem Garcia · 45' João Morelli · 76' João Morelli | Estádio: UPEI Artificial Turf Field     |  |

| Quinta-feira, 27 de agosto de 2020 | Atlético Ottawa                 | 2 – 0     | Cavalry FC | Charlottetown, Ilha do Príncipe Eduardo |  |
| 16:00 (UTC−3)                      | Ben Fisk 61' · Malcolm Shaw 64' | Relatório |            | Estádio: UPEI Artificial Turf Field     |  |

| Sábado, 29 de agosto de 2020 | Valour FC                                 | 2 – 1     | FC Edmonton       | Charlottetown, Ilha do Príncipe Eduardo |  |
| 13:00 (UTC−3)                | Daryl Fordyce 61' · Mastanabal Kacher 88' | Relatório | 73' Easton Ongaro | Estádio: UPEI Artificial Turf Field     |  |

| Sábado, 29 de agosto de 2020 | HFX Wanderers    | 1 – 1     | York9               | Charlottetown, Ilha do Príncipe Eduardo |  |
| 16:00 (UTC−3)                | Omar Kreim 90+1' | Relatório | 21' Manuel Aparicio | Estádio: UPEI Artificial Turf Field     |  |

| Domingo, 30 de agosto de 2020 | Cavalry FC        | 1 – 2     | Pacific FC                            | Charlottetown, Ilha do Príncipe Eduardo |  |
| 13:00 (UTC−3)                 | Nathan Mavila 55' | Relatório | 22' Marco Bustos · 26' Alejandro Díaz | Estádio: UPEI Artificial Turf Field     |  |

| Domingo, 30 de agosto de 2020 | Atlético Ottawa | 0 – 2       | Forge FC                                 | Charlottetown, Ilha do Príncipe Eduardo |  |
| 16:00 (UTC−3)                 |                 | [Relatório] | 35' Daniel Krutzen · 89' David Choinière | Estádio: UPEI Artificial Turf Field     |  |

| Terça-feira, 1 de setembro de 2020 | FC Edmonton | 0 – 1     | York9               | Charlottetown, Ilha do Príncipe Eduardo |  |
| 21:00 (UTC−3)                      |             | Relatório | 44' Manuel Aparicio | Estádio: UPEI Artificial Turf Field     |  |

| Quarta-feira, 2 de setembro de 2020 | Valour FC | 0 – 2     | HFX Wanderers                       | Charlottetown, Ilha do Príncipe Eduardo |  |
| 14:00 (UTC−3)                       |           | Relatório | 36' Alex De Carolis · 40' Cory Bent | Estádio: UPEI Artificial Turf Field     |  |

| Quarta-feira, 2 de setembro de 2020 | Pacific FC | 0 – 0     | Atlético Ottawa | Charlottetown, Ilha do Príncipe Eduardo |  |
| 21:00 (UTC−3)                       |            | Relatório |                 | Estádio: UPEI Artificial Turf Field     |  |

| Sábado, 5 de setembro de 2020 | Forge FC                                 | 2 – 2     | Valour FC                             | Charlottetown, Ilha do Príncipe Eduardo |  |
| 13:00 (UTC−3)                 | Kyle Bekker 8' · Alexander Achinioti 65' | Relatório | 14' Yohan Le Bourhis · 27' Moses Dyer | Estádio: UPEI Artificial Turf Field     |  |

| Sábado, 5 de setembro de 2020 | Cavalry FC       | 1 – 0     | York9 | Charlottetown, Ilha do Príncipe Eduardo |  |
| 16:00 (UTC−3)                 | Marcus Haber 69' | Relatório |       | Estádio: UPEI Artificial Turf Field     |  |

| Domingo, 6 de setembro de 2020 | HFX Wanderers                           | 2 – 0     | Atlético Ottawa | Charlottetown, Ilha do Príncipe Eduardo |  |
| 13:00 (UTC−3)                  | Akeem Garcia 15' · Alessandro Riggi 60' | Relatório |                 | Estádio: UPEI Artificial Turf Field     |  |

| Domingo, 6 de setembro de 2020 | Pacific FC                        | 2 – 1     | FC Edmonton       | Charlottetown, Ilha do Príncipe Eduardo |  |
| 16:00 (UTC−3)                  | Josh Heard 64' · Marco Bustos 85' | Relatório | 59' Easton Ongaro | Estádio: UPEI Artificial Turf Field     |  |

## Segunda Fase
A primeira partida foi disputada em 9 de setembro de 2020. Fonte: CanPL.ca
Regras para classificação: 1) pontos; 2) vitórias; 3) saldo de gols; 4) gols marcados; 5) minutos jogados por jogadores sub-21; 6) moeda ou sorteio.

### Resultados
|               | CAV | FOR | HFX | PAC |
| ------------- | --- | --- | --- | --- |
| Cavalry FC    | —   | —   | —   | —   |
| Forge FC      | 1–0 | —   | —   | —   |
| HFX Wanderers | 2–1 | 1–1 | —   | —   |
| Pacific FC    | 1–3 | 0–2 | 5–0 | —   |

### Jogos da Segunda Fase
| Quinta-feira, 9 de setembro de 2020 | HFX Wanderers   | 1 – 1     | Forge FC        | Charlottetown, Ilha do Príncipe Eduardo |  |
| 14:00 (UTC−3)                       | Akeem Garcia 2' | Relatório | 56' Paolo Sabak | Estádio: UPEI Artificial Turf Field     |  |

| Quinta-feira, 9 de setembro de 2020 | Cavalry FC                                                       | 3 – 1     | Pacific FC         | Charlottetown, Ilha do Príncipe Eduardo |  |
| 21:00 (UTC−3)                       | Nikolas Ledgerwood 15' · Elijah Adekugbe 49' · Mohamed Farsi 75' | Relatório | 53' Dominick Zator | Estádio: UPEI Artificial Turf Field     |  |

| Quinta-feira, 12 de setembro de 2020 | Forge FC                               | 2 – 0     | Pacific FC | Charlottetown, Ilha do Príncipe Eduardo |  |
| 13:00 (UTC−3)                        | Daniel Krutzen 35' · Anthony Novak 71' | Relatório |            | Estádio: UPEI Artificial Turf Field     |  |

| Quinta-feira, 12 de setembro de 2020 | Cavalry FC     | 1 – 2     | HFX Wanderers                       | Charlottetown, Ilha do Príncipe Eduardo |  |
| 16:00 (UTC−3)                        | J. Córdova 80' | Relatório | 12' Akeem Garcia · 41' João Morelli | Estádio: UPEI Artificial Turf Field     |  |

| Terça-feira, 15 de setembro de 2020 | Cavalry FC | 0 – 1     | Forge FC          | Charlottetown, Ilha do Príncipe Eduardo |  |
| 14:00 (UTC−3)                       |            | Relatório | 27' Molham Baboul | Estádio: UPEI Artificial Turf Field     |  |

| Terça-feira, 15 de setembro de 2020 | HFX Wanderers | 0 – 5     | Pacific FC                                                                                          | Charlottetown, Ilha do Príncipe Eduardo |  |
| 21:00 (UTC−3)                       |               | Relatório | 8' Terran Campbell · 29' Marco Bustos · 44' Alejandro Díaz · 45+1' Marco Bustos · 81' Victor Blasco | Estádio: UPEI Artificial Turf Field     |  |

## Final
| Equipe 1 | Resultado | Equipe 2      |
| -------- | --------- | ------------- |
| Forge FC | 2 – 0     | HFX Wanderers |

Jogo Único
| Sábado, 19 de setembro de 2020 | Forge FC                                           | 2 – 0  | HFX Wanderers | UPEI Artificial Turf Field, Charlottetown, Ilha do Príncipe Eduardo  |
| 15:00 (UTC−3)                  | Alexander Achinioti-Jönsson 60' · Maxim Tissot 90' | Súmula |               | Público: Portões fechados Árbitro: RJ Wagner do Nascimento Magalhães |

| Forge FC | HFX Wand. |

## Premiação
| Canadian Premier League de 2020 |
| ------------------------------- |
| Forge FC Campeão (2.º título)   |

## Estatísticas da temporada
| Pos. | Jogador      | Equipe        | Gols |
| ---- | ------------ | ------------- | ---- |
| 1    | Akeem Garcia | HFX Wanderers | 6    |

| Pos. | Jogador      | Equipe    | Asistências |
| ---- | ------------ | --------- | ----------- |
| 1    | Marco Bustos | Valour FC | 3           |

## Transferência de jogadores
As equipes da Premier League canadense podem assinar no máximo sete jogadores internacionais, dos quais apenas cinco podem estar na formação inicial de cada partida. Os seguintes jogadores são considerados jogadores estrangeiros para a temporada de 2020.
Essa lista não inclui jogadores canadenses que representam outros países ao nível internacional.  
| Clube           | Jogador 1                   | Jogador 2           | Jogador 3            | Jogador 4         | Jogador 5       | Jogador 6           | Jogador 7 |
| --------------- | --------------------------- | ------------------- | -------------------- | ----------------- | --------------- | ------------------- | --------- |
| Atlético Ottawa | Vashon Neufville            | Tevin Shaw          | Francisco Acuña      | Bernardinho       | Nacho Zabal     | Viti Martínez       |           |
| Cavalry FC      | Jordan Brown                | José Escalante      | Nathan Mavila        | Oliver Minatel    | Jair Córdova    | Richard Luca        |           |
| FC Edmonton     | Jeannot Esua                | Kareem Moses        | Ramón Soria          | Son Yong-chan     | Erik Zetterberg | Raúl Tito           |           |
| Forge FC        | Alexander Achinioti-Jönsson | Elimane Cissé       | Daniel Krutzen       | Paolo Sabak       |                 |                     |           |
| HFX Wanderers   | Akeem Garcia                | Andre Rampersad     | Peter Schaale        | Alex Marshall     | Eriks Santos    | João Morelli        | Cory Bent |
| Pacific FC      | Alejandro Díaz              |                     |                      |                   |                 |                     |           |
| Valour FC       | José Galán                  | Solomon Kojo Antwi  | Andrew Jean-Baptiste | Amir Soto         | Moses Dyer      | Arnold Bouka Moutou |           |
| York9           | Wataru Murofushi            | Gabriel Vasconcelos | Fugo Segawa          | Nicholas Hamilton | Álvaro Rivero   |                     |           |